# 池田長元
池田 長元（いけだ ながもと）は、江戸時代中期の旗本。

## 略歴
元禄10年（1697年）、池田長清の子として誕生。母は野村氏。幼名は鍋五郎。
宝永7年（1710年）10月22日、遺領を継ぐが、享保3年（1718年）6月23日、22歳で死去した。跡を弟・長令が継いだ。